# Heliga lansen

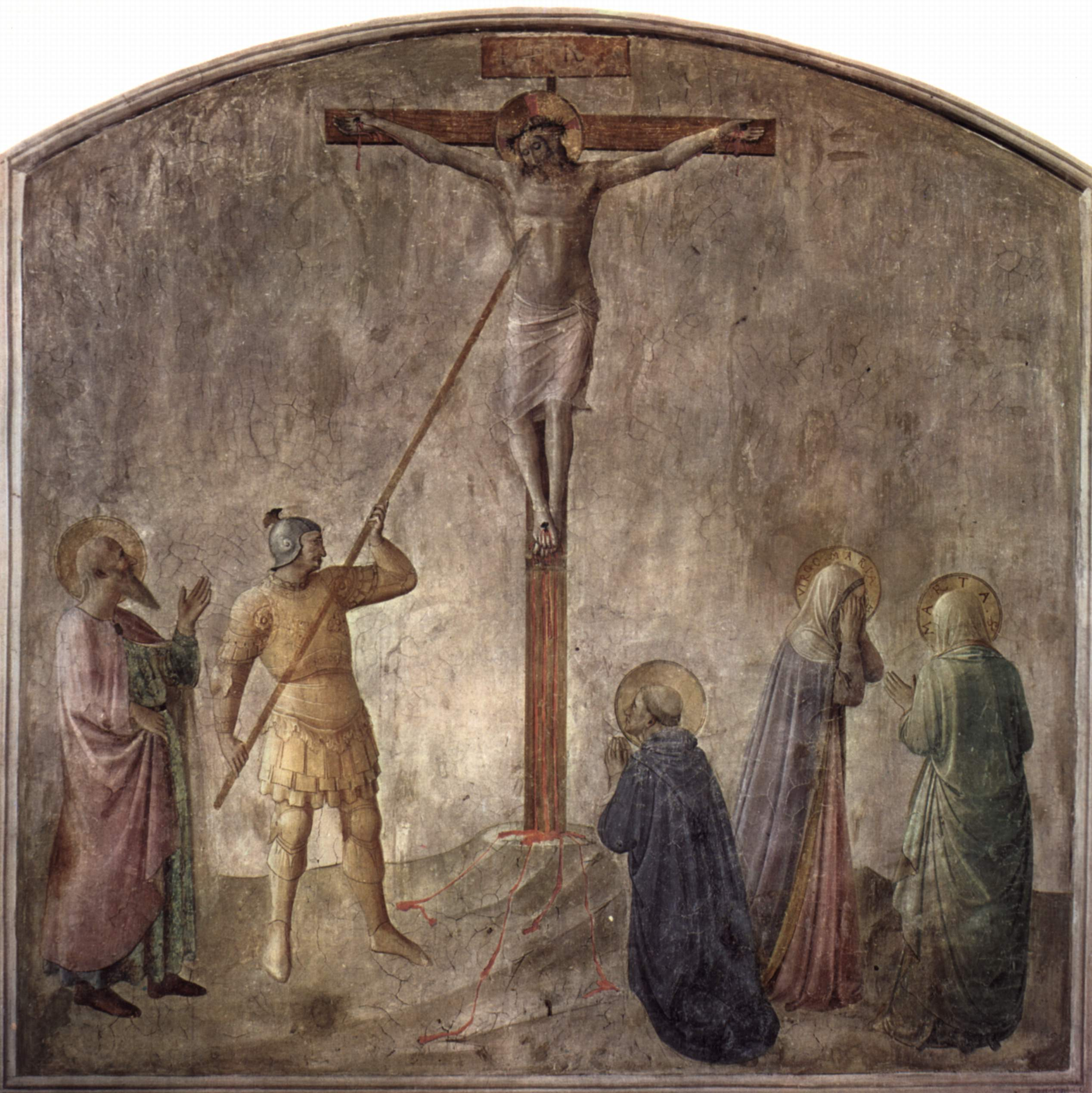
Fresk av Fra Angelico som framställer hur Longinus sticker lansen i Jesu sida.

Heliga lansen, även känd som Ödets spjut, Longinus lans, Longinus spjut och Kristi spjut, är en relik med anknytning till Jesus.
Heliga lansen är en legendarisk kristen relik som enligt Bibelns Johannesevangelium ska vara det spjut som användes vid Jesu Kristi korsfästelse på Golgata, för att sticka honom i sidan. 
Bakgrunden till händelsen är, enligt Bibeln, att det var förberedelsedag och att kropparna inte fick hänga under den väntande sabbaten. Judarna bad därför Pontius Pilatus att de korsfästa männens benpipor skulle krossas, för att påskynda döden och att kropparna skulle forslas bort. Soldaterna krossade benen på dem bredvid Jesus korsfästa männen. Jesus var emellertid redan död varför hans ben skonades. Det står skrivet: "En av soldaterna stack upp sidan på honom med sin lans och då kom det ut blod och vatten". Trots biologiska förklaringar till utströmningen ansågs skeendet vara ett mirakel.
Den bibliska urkunden specificerar inte närmare vilken soldat som stack Jesus, eller vad som hände med lansen. Namnet på soldaten kommer från Nikodemusevangeliet, ett apokryftillägg daterat ungefär till 400-talet. Kristen tradition identifierar numera soldaten som Longinus vilket också har givit upphov till ett av spjutets namn: Longinus spjut eller Longinus lans.

## Lansens historia
Lansen var, enligt traditionen, ett av de föremål som Helena hittade i Jerusalem under 300-talet. Lansens spets kom till Konstantinopel år 614, och senare kom även skaftet dit. De bevarades i Mariakapellet i Faros till Konstantinopel föll i turkarnas grepp år 1453. Sultan Bajasid II skänkte senare lansen som gåva till påve Innocentius VIII. Under 1500-talet byggdes lansen och Veronikas svetteduk in i två av mittpelarna i Peterskyrkan.
Det finns även en konkurrerande lans, med sin egen historia, som förvaras i Hofburg i Wien i Österrike.
Många reliker har fungerat som kopior till lansen då denna hållits gömd fram till efter andra världskriget.
Hitler sägs ha intresserat sig mycket för spjutet och det lär ha varit det första han försäkrade sig om vid Anschluss.